# Marie-Sophie de Tour et Taxis
La princesse Marie-Sophie de Tour et Taxis (4 mars 1800, Ratisbonne - 20 décembre 1870, Ratisbonne) est une aristocrate allemande du XIXème siècle, membre de la maison de Tour et Taxis et duchesse de Wurtemberg par son mariage avec le duc Paul-Guillaume de Wurtemberg.

## Famille
Marie-Sophie est le cinquième enfant et la quatrième fille du prince Charles-Alexandre de Tour et Taxis, et de Thérèse de Mecklembourg-Strelitz. Elle est la sœur cadette du prince Maximilien-Charles de Tour et Taxis et de Marie-Thérèse, princesse Esterházy de Galántha, et la demi-sœur d'Amalie von Lerchenfeld.

## Mariage et descendance
Marie-Sophie épouse le 17 avril 1827 à Ratisbonne son cousin au second degré Paul-Guillaume de Wurtemberg, cinquième et plus jeune enfant du duc Eugène-Frédéric de Wurtemberg et de Louise de Stolberg-Gedern. Marie-Sophie et Paul-Guillaume ont un fils :
- Maximilien de Wurtemberg (de) (3 septembre 1828 au Schloss Taxis - 28 juillet 1888 à Ratisbonne), marié à la princesse Hermine de Schaumbourg-Lippe (en), fille d'Adolphe Ier de Schaumburg-Lippe et d'Hermine de Waldeck-Pyrmont ;

Marie-Sophie et Paul-Guillaume divorcent le 2 mai 1835. Après son divorce, Marie-Sophie acquiert à Ratisbonne le Württembergisches Palais et son Herzogspark adjacent et y séjourne jusqu'à son décès le 20 décembre 1870. Elle est inhumée dans la crypte ducale du château de Louisbourg.